# Trichiura crataegi
Trichiura crataegi là một loài bướm đêm thuộc họ Lasiocampidae. Nó được tìm thấy ở khắp châu Âu (except Iceland), phía đông đến Anatolia.

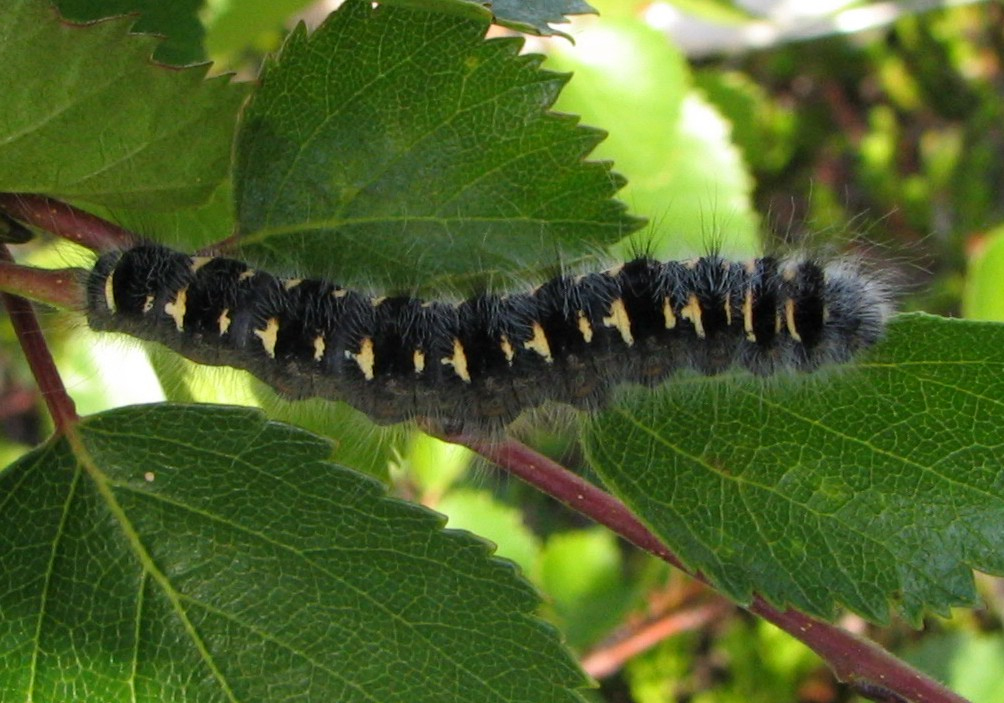
Ấu trùng

Sải cánh dài 25–30 mm. Con trưởng thành bay từ tháng 8 đến tháng 9.
Ấu trùng ăn nhiều loại cây khác nhau, bao gồm Betula verrucosa, Betula pubescens, Betula nana, Alnus incana, Salix (bao gồm Salix lapponum, Salix hastata, Salix repens, Salix starkeana, Salix caprea và Salix phylicifolia), Populus tremula, Sorbus aucuparia, Crataegus, Prunus padus, Vaccinium myrtillus và Vaccinium uliginosum.

## Phân loài
- Trichiura crataegi crataegi
- ?Trichiura crataegi borealis (bắc Fennoscandia)
- Trichiura crataegi lasistana (vùng núi đông bắc Anatolia)
- ?Trichiura crataegi anatolica (Anatolia)

## Hình ảnh

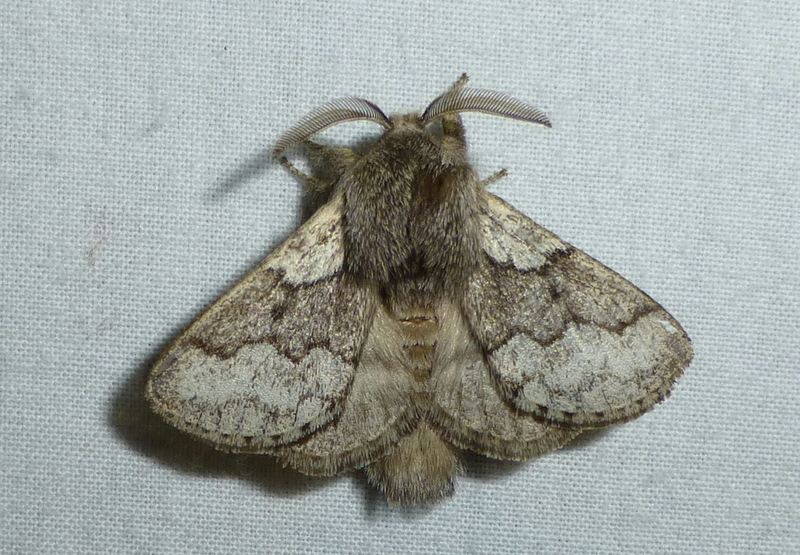
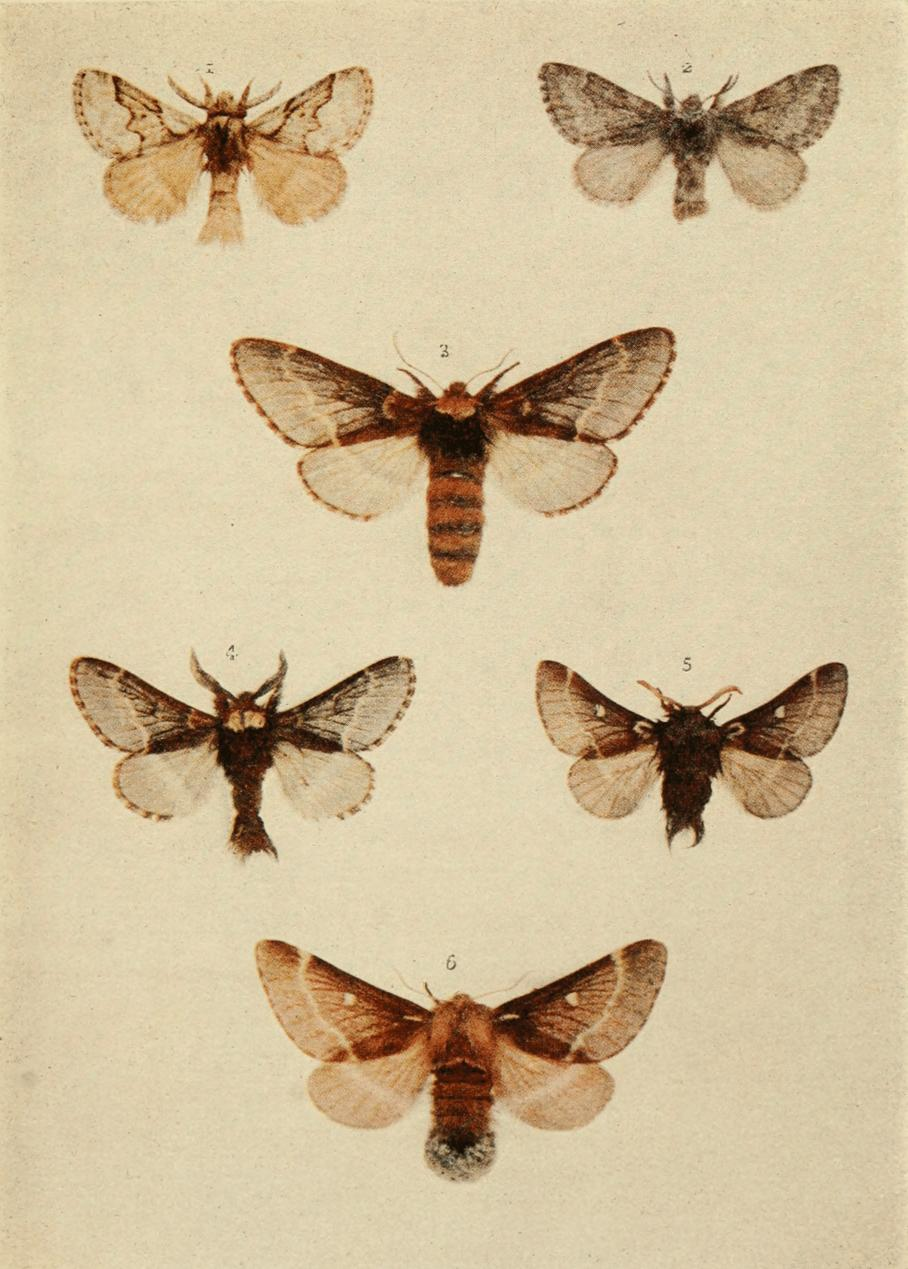
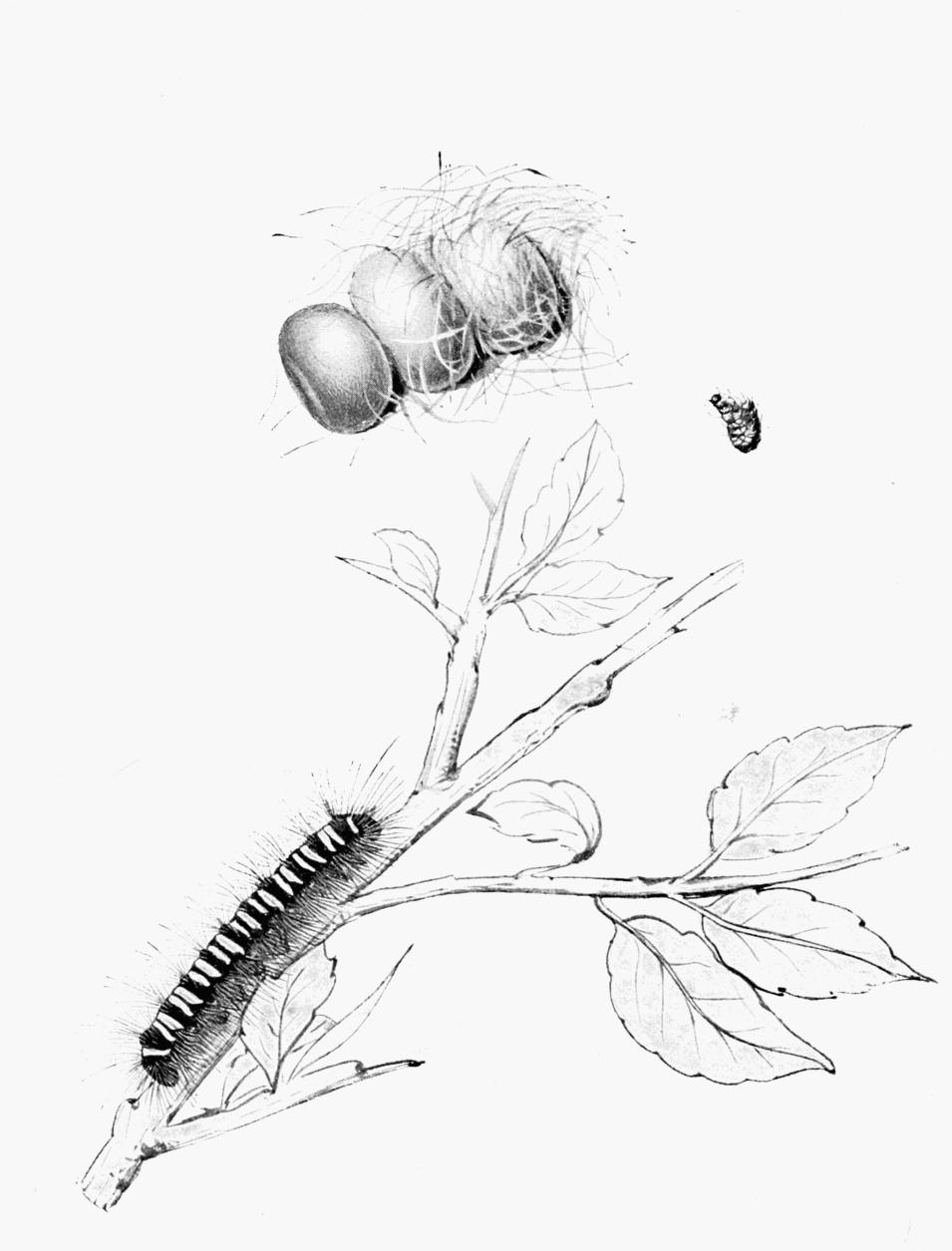
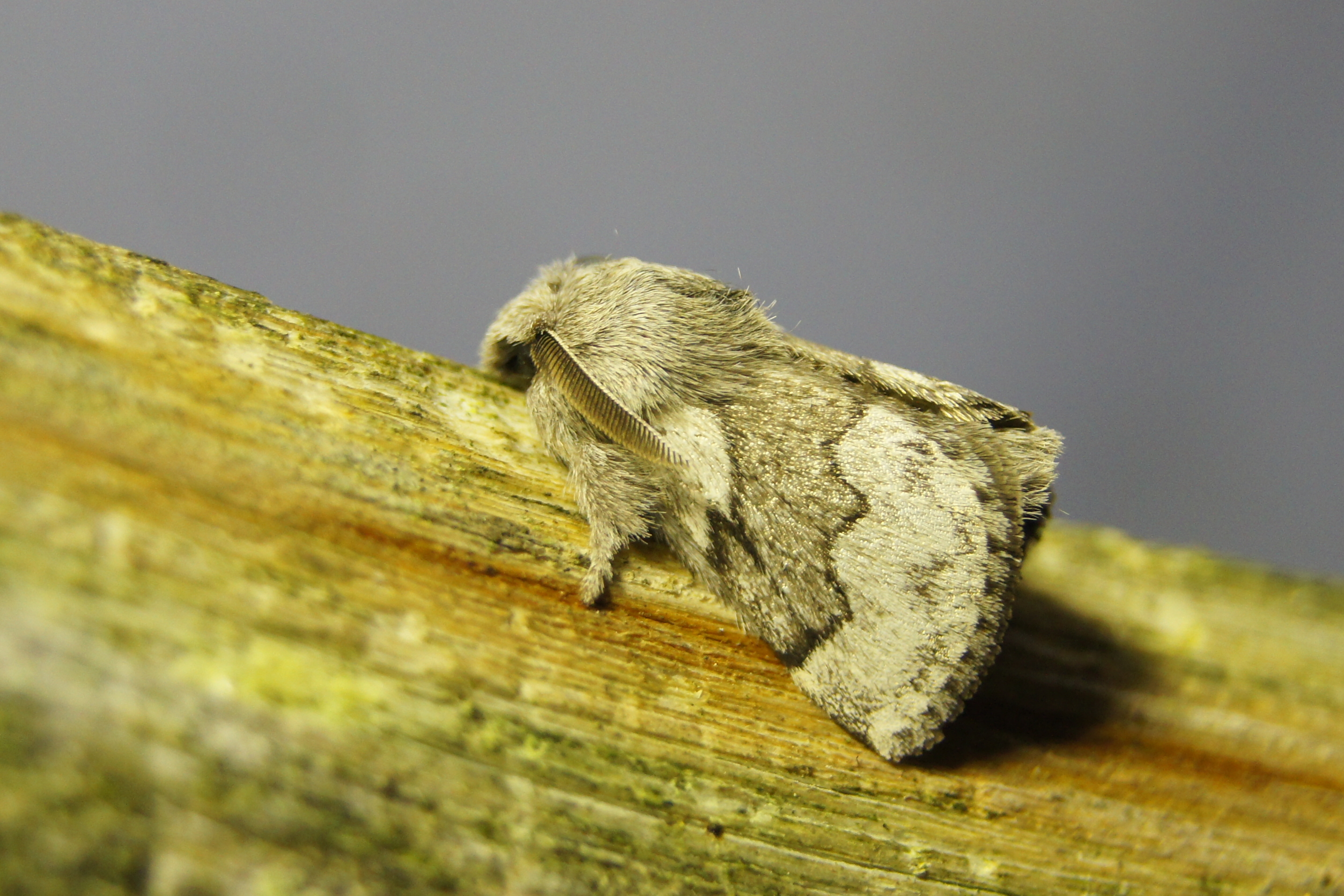